# Magasin général Dumulon
Le magasin général Dumulon, qui a été classé comme site patrimonial en 1978, est situé à Rouyn-Noranda (Québec, Canada). Il accueille deux bâtiments en bois ronds, un magasin général ayant notamment servi de bureau de poste et une résidence, qui témoignent des premières années de la colonisation de Rouyn et de Noranda. Si les bâtiments d’origine remontaient aux années 1924-1925, ceux que l’on voit aujourd’hui sont en fait de fidèles reconstitutions des années 1970.

## Histoire

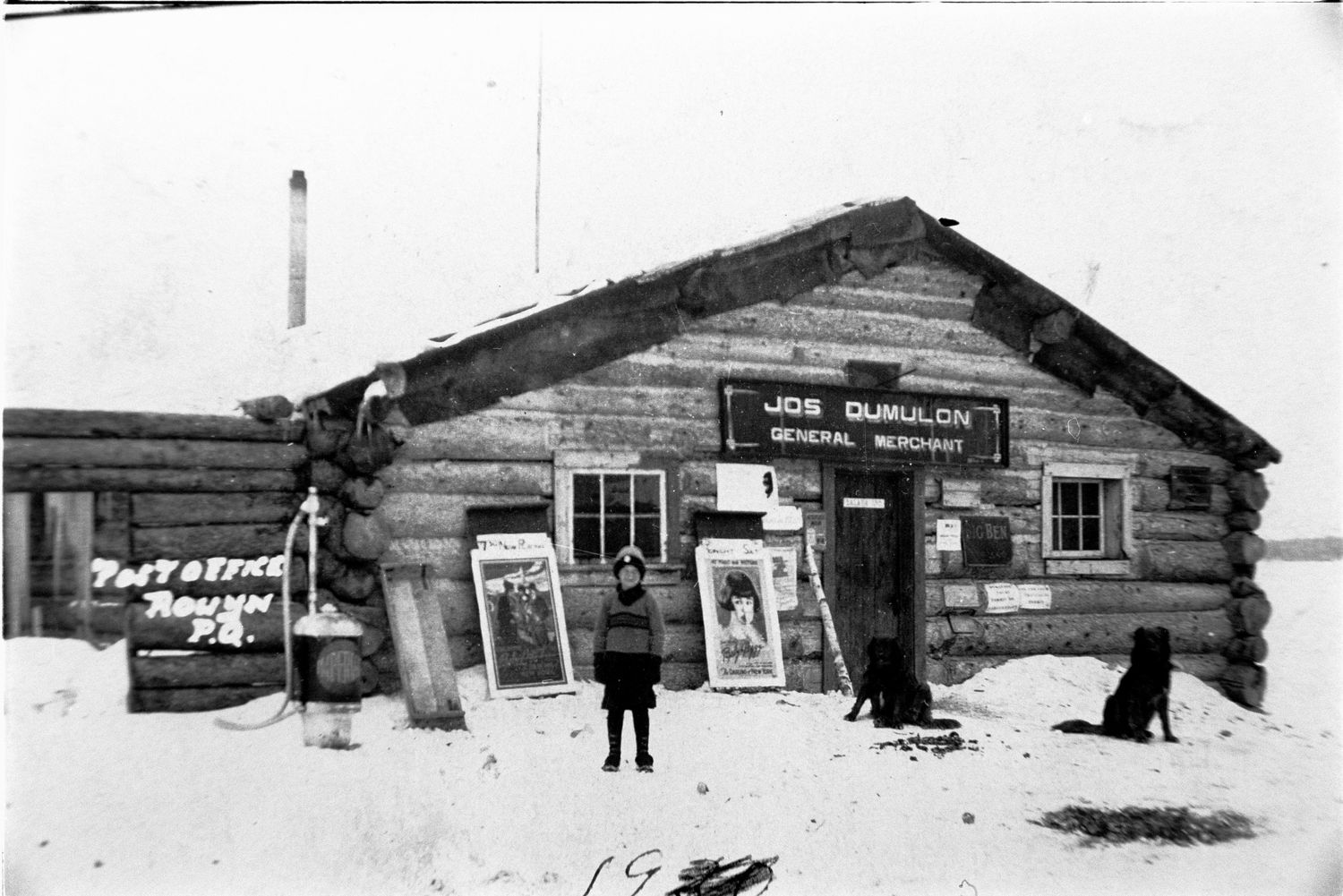
Le magasin général Dumulon en 1926.

### Famille Dumulon
En 1890, après avoir passé quelques hivers dans les chantiers forestiers, Jos Dumulon, originaire de la région Joliette, décide de s’installer à Ville-Marie afin de travail dans un hôtel. Le 29 janvier 1895, il épouse Agnès Bélanger, la fille de son employeur. Ensemble, ils ont 17 enfants, mais seulement sept atteignent l’âge adulte. Jos Dumulon est ensuite engagé comme directeur de la Compagnie de téléphone du Témiscamingue ou il demeura 15 ans. À la vente de la compagnie de téléphone, il perd son emploi, mais reçoit des contrats forestiers qui lui permettent d’amasser un certain capital.
À cette époque, comme le Bureau du service des mines est à Ville-Marie, Jos Dumulon entend parler de la rumeur d’un Klondike dans le canton de Rouyn. Avec son pactole, il décide de se construire un magasin général dans cette nouvelle région minière afin de bénéficier de cette ruée. Son fils Léon est donc envoyé dans le Nord-Est de l'Ontario afin d’apprendre le métier de marchand général.
Pendant l’hiver 1922-1923, en s’inspirant des bateaux de drave, Jos Dumulon fait construire trois bateaux destinés au transport du matériel jusqu’au canton de Rouyn et commence à acquérir les premières marchandises.

### Construction
Lorsqu’il est temps de partir pour Rouyn en 1923, Jos Dumulon, qui a 50 ans à l’époque, tombe malade. Il décide donc d’envoyer son fils Léon, âge de 17 ans, afin de diriger l’expédition. Malheureusement, la ruée minière tant espérée par Jos Dumulon tarde à arriver. À cette époque, il n’y a toutefois des prospecteurs sur place mais dispersés sur les différents cantons dans les campements Horne, Powell et Chadbourne. De plus, la plupart des prospecteurs ont apporté les provisions avec eux, et les compagnies minières ont leur propre système d’approvisionnement. 

### Magasin général Dumulon
À la fin de l’hiver 1924, le magasin général Jos Dumulon est construit sur la rive sud du lac Osisko; il n’aura fallu que quatre semaines pour construire le bâtiment sur la pointe de terre qui s’avance sur le lac. Le magasin général est fait de gros billots de bois non écorcé et mesure 45 pieds de long pour 35 pieds de large. Les murs sont isolés avec de l’étoupe et la toiture est faite de petits rondins d’épinettes, de mousse et ensuite recouverte de gros papier noir. Le plancher, est fait de tremble grossièrement équarri. La surface intérieure du magasin n’est pas subdivisée. De son côté, la résidence qui se situe plus entre le magasin général et le lac Osisko, est de dimension plus restreinte (20 pieds de long par 21 pieds de large). Une écurie et une glacière sont aussi construites à proximité.
C’est la compagnie minière Rouyn Dasserat Gold mines qui accorde la permission aux Dumulon de s’installer sur ce lopin de terre. Toutefois, ils ont beaucoup de difficulté à faire reconnaitre cet accord et Agnès Dumulon ne deviendra officiellement propriétaire de son terrain que plusieurs années plus tard. En conséquence, les Dumulon ne bénéficient d’aucun service municipal, pas même de l’approvisionnement en eau, pendant très longtemps. 
Pour faciliter l’accès à son magasin, Jos Dumulon construit un chemin de portage entre le lac Rouyn et son magasin général. En 1925, la façade du magasin est recouverte de sorte qu’elle revêt maintenant une allure « Boom-Town » qui rappelle les films westerns américains.
La ruée minière de Rouyn et Noranda qui atteint son apogée en 1925, est une période prospère pour le magasin général. Toutefois, cela ne suffit pas à renflouer les caisses de la famille Dumulon. Il faut dire que le capital investi dans la construction du magasin et du chemin de portage est substantiel. De plus, des pertes liées à la spéculation minière et un accident de navigation où de nombreuses marchandises ont été englouties ont grandement affecté les finances de la famille Dumulon. Ils sont donc contraints de fermer boutique en 1926 à la suite de la faillite du magasin général. De plus, ils doivent vendre l’écurie, les chevaux et les marchandises du magasin pour essuyer la dette.

### Bureau de poste
Comme Jos Dumulon assure le transport des marchandises depuis Ville-Marie jusque dans le canton de Rouyn par voie d’eau, il accepte, dans un premier temps, de transporter gratuitement le courrier des prospecteurs de la région. Le 2 juin 1924, Jos Dumulon est nommé maître du bureau de poste de Rouyn Lake. Toutefois, en pratique, c’est son fils Léon Dumulon qui assure le service postal, car en 1924 Jos n’est pas encore installé à Rouyn et, surtout, il ne sait tout simplement pas lire ni écrire. Pour son titre de maître de poste, Jos Dumulon ne perçoit aucun salaire. À la place, il reçoit une commission calculée sur base du volume des activités du bureau de poste.
Selon le curé Albert Pelletier, comme il est interdit de vendre de l’alcool dans les environs vu qu’il est impossible d’avoir un permis d'alcool si l’agglomération n’est pas incorporée, la seule façon de s'en procurer est d’en faire venir par la poste. Pour ce service, les Dumulon reçoivent de généreux pourboires. 
Après la faillite du magasin en 1926, le bureau de poste constitue la principale source de rentrée d’argent pour la famille Dumulon. Le bureau occupe donc tout l’espace du magasin général. Des casiers postaux individuels y sont installés. 
À la mort de Jos Dumulon, c’est Agnès, toujours avec l’appui de Léon, qui assure le service postal. 
En 1933, le bureau de poste déménage rue Perreault. Le bâtiment en rondins est transformé en résidence. Léon y habite jusqu’en 1973.
En 1949, le département des bureaux de poste du Canada décide d’exploiter directement le bureau de poste de Rouyn. 

### Résidence Dumulon
C’est seulement après la construction du magasin général que la famille Dumulon entreprend la construction de la résidence. Celle-ci fait 21 pieds de long par 20 pieds de large. Elle est située juste derrière le magasin général, en bordure du lac. Cette seconde bâtisse est plus soignée, raison pour laquelle sa construction prend plus de temps malgré les plus petites proportions. Les murs sont faits en billes de cyprès et sont également isolés avec de l’étoupe. Le toit reprend la même méthode d’isolement que celui du magasin général : rondins d’épinettes, mousse et papier noir. Le plancher est également en tremble équarri. 

### Écurie, prison, cache et bureau de police

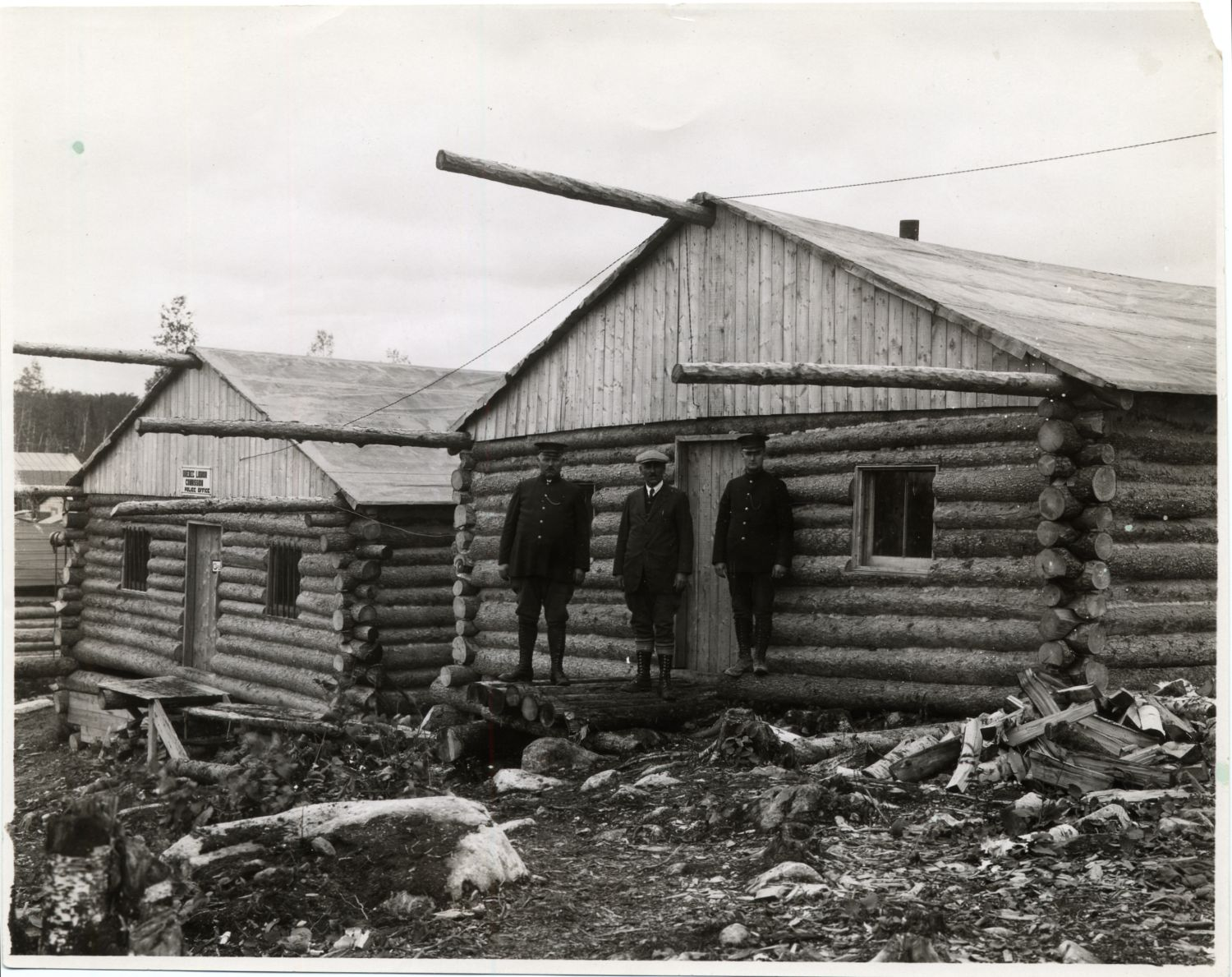
Le bureau de police et prison, à gauche, avec des fenêtres barrées, en 1925

D’autres petits bâtiments en bois ronds, à peine plus tardifs, rapportent des revenus locatifs à la famille Dumulon : l’écurie (et les chevaux), la cache et deux petits camps à l’est qui servent de prison et de poste de police. De ces bâtiments, rien n’a été préservé.

## La Corporation de la Maison Dumulon
C’est aujourd’hui la Ville de Rouyn-Noranda qui est propriétaire du site de la Maison Dumulon. À sa demande, c’est la Corporation de la Maison Dumulon, un organisme sans but lucratif, qui est chargée de préserver et de mettre en valeur le site pour le public. Ainsi, le musée accueille des visiteurs toute l’année. La Corporation de la Maison Dumulon remplit cette même mission pour l’Église orthodoxe russe Saint-Georges de Rouyn-Noranda.